# Ötscher
L'Ötscher est un sommet des Alpes culminant à 1 893 mètres d'altitude dans les Alpes d'Ybbstal, en Autriche (Basse-Autriche).

## Géologie
Ce massif karstifié possède plusieurs cavités souterraines naturelles dont l'Ötscherhöhlensystem (de) (« système souterrain de l'Ötscher ») qui présente un développement de 28 608 mètres et un dénivelé total de 662 mètres.
Ce système est principalement constitué de deux cavités jointes :  Geldloch (« Trou de l'Argent ») qui développe 10 076 mètres et Taubenloch (« Trou du Pigeon ») qui développe 18 064 mètres[réf. nécessaire].

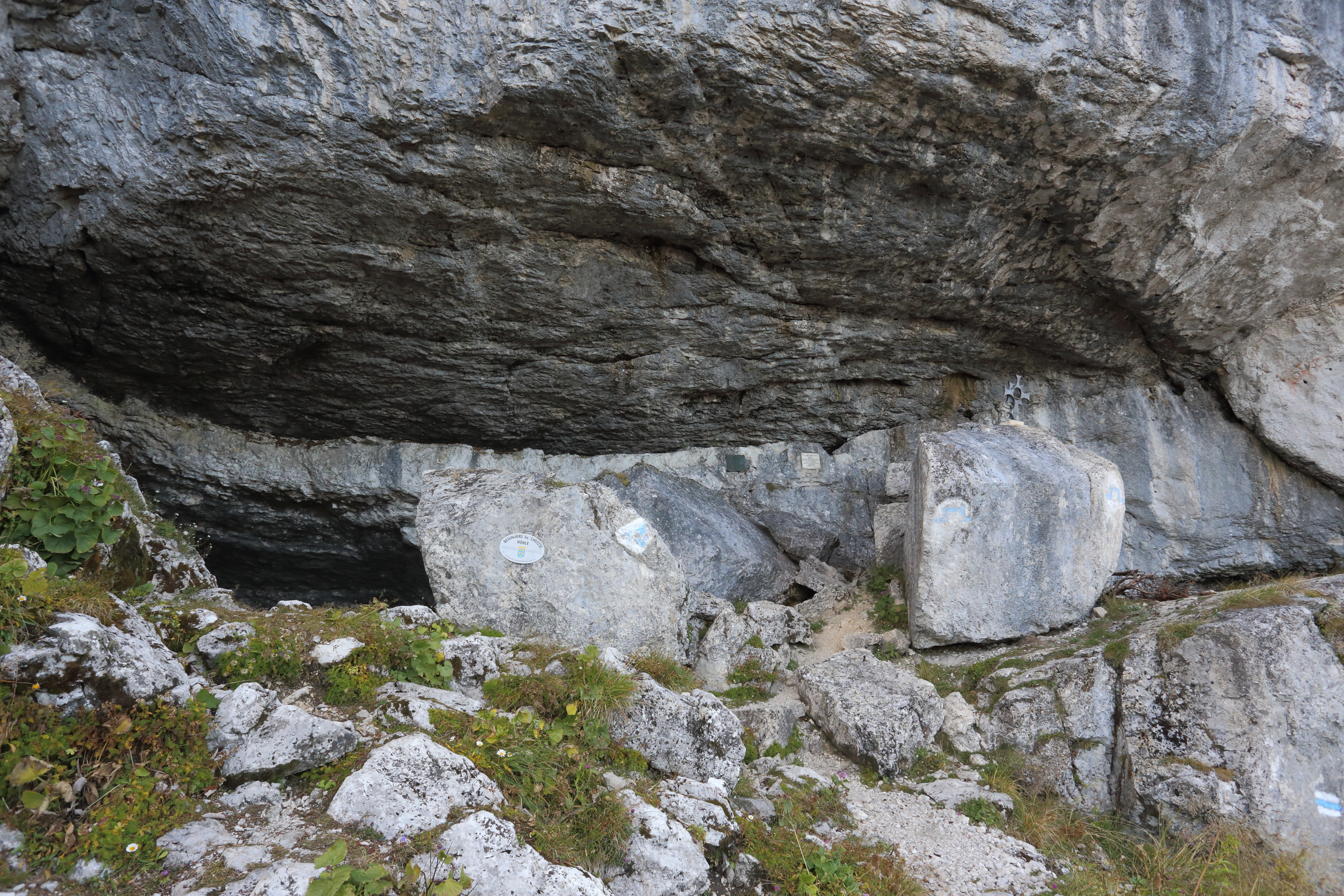
Entrée du Geldloch.
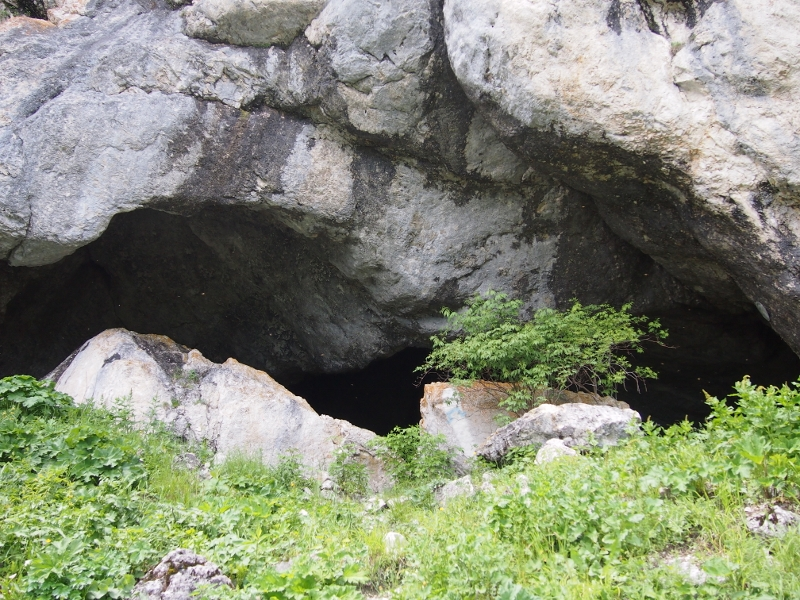
Entrée du Taubenloch.